# Mavis Freeman
Mavis Ann Freeman (Brooklyn, 7 novembre 1918 – ottobre 1988) è stata una nuotatrice statunitense.
Specializzata nello stile libero, ha vinto la medaglia di bronzo nella staffetta 4x100 m sl ai Giochi olimpici di Berlino 1936.

## Palmarès
- Olimpiadi

Berlino 1936: bronzo nella staffetta 4x100 m sl.